# Bertil Eriksson (politiker)
Carl Johan Bertil Eriksson, född 19 juni 1890 i Jakob och Johannes församling, Stockholms stad, död 23 april 1948 i Högalids församling, Stockholms stad, var en svensk socialdemokratisk politiker och ombudsman och ursprungligen kemigraf.
Bertil Eriksson var ordförande för SSU 1919–1922 och blev sedermera andre vice ordförande i Stockholms kommunfullmäktige, ordförande för Stockholms stadskollegium 1940–1946 och personalborgarråd 1946–1948. Han var även ledamot av första kammaren under ett drygt år från 12 mars 1941 till 2 november 1942, invald i Stockholms stads valkrets.
Han var son till biljardsalongägaren Clas Eriksson och hans hustru Brita, född Öhman. Bertil Eriksson är gravsatt i Högalids kolumbarium i Stockholm.